# 1912

## Събития

### В света
- ? – Възникването на Гещалт психологията.
- 1 януари – Китай става република с първи президент Сун Ятсен.
- 15 април – При първото си пътуване потъва луксозният лайнер „Титаник“ след сблъсък с айсберг край Нюфаундленд. 1502 от общо 2215 души на борда загиват.
- 19 септември – Основан е НАК Бреда.

### В България
- 13 март – Балканската война: Подписан е българо-сръбски договор, поставящ основите на Балканския съюз.
- 12 март – Основан е Футболен клуб „Ботев“.
- 8 юли – Балканската война: ВМРО извършва атентат в Кочани, при който са убити 9 души. Следват турски репресии (40 убити и 250 ранени), които стават повод за избухването на Балканската война на 26 септември същата година.
- 30 септември – Балканската война: Страните от Балканския съюз започват да мобилизират своите войски
- 9 октомври – Балканската война: Черна гора напада Северна Албания, която тогава е част от Османската империя.
- 17 октомври – Балканската война: Османската империя обявява война на Балканския съюз.
- 18 октомври – Балканската война: България и Гърция обявяват война на Османската империя.
- 20 октомври – Балканската война: Сърбия обявява война на Османската империя.
- 22-23 октомври – Балканската война: Победа на Сърбия срещу Османската империя в Кумановската битка.
- 22-24 октомври – Балканската война: Победа на България срещу Османската империя в Лозенградската операция.
- 28 октомври-2 ноември – Балканската война: Победа на България срещу Османската империя в Люлебургазко-Бунархисарската операция.
- 29 октомври – Балканската война: Българите Радул Милков и Продан Таракчиев извършват първия боен полет на български самолет.
- 9 ноември – Балканската война: Българската Седма рилска дивизия достига Солун.
- 17-18 ноември – Балканската война: Победа на Османската империя срещу България в Чаталджанската операция.
- 17-18 ноември – Балканската война: Победа на Сърбия срещу Османската империя Битолската битка.
- 21 ноември – Балканската война: Българският миноносец „Дръзки“, командван от командир мичман I ранг Георги Купов, торпилира турския крайцер „Хамидие“, нанасяйки му тежки щети, което го изважда от по-нататъшно участие във войната.

## Родени
- Димитър Данчев, български шахматист
- Жак Франсез, български шахматист
- Кърсто Янчев, македонски публицист († 2004 г.)
- Никола Калдаръмов, български футболист
- Нихат Ерим, министър-председател на Република Турция († 1980 г.)
- Славейко Виденов, български футболист
- Тома Янакиев, български футболист († 1982 г.)
- 7 януари – Иван Якубовски, съветски маршал († 1976 г.)
- 11 януари – Иван Мартинов, български писател († 1991 г.)
- 25 януари – Атанас Маргаритов, български диригент († 1998 г.)
- 6 февруари – Ева Браун, съпруга на Адолф Хитлер († 1945 г.)
- 9 февруари
  - Ради Мазников, български футболист († 1944 г.)
  - Рудолф Витлачил, чехословашко-австрийски футболист и футболен треньор († 1977 г.)
- 10 февруари – Херберт Баум, еврейски комунист, († 1942 г.)
- 20 февруари – Пиер Бул, френски писател († 1994 г.)
- 27 февруари – Лорънс Дърел, британски писател († 1990 г.)
- 28 февруари – Кларета Петачи, метреса на Мусолини († 1945 г.)
- 16 март – Патриша Никсън, Първа дама на САЩ 1969 – 1974 († 1993 г.)
- 17 март – Сегундо Дурандал, боливийски футболист († 1976 г.)
- 20 март – Иван Моканов, български футболист († 1982 г.)
- 22 март – Карл Молдън, американски актьор († 2009 г.)
- 23 март – Вернер фон Браун, немски учен († 1997 г.)
- 26 март – Христо Бояджиев, български художник († 2001 г.)
- 5 април
  - Ищван Йоркен, унгарски писател († 1979 г.)
  - Ким Ир Сен, севернокорейски политик († 1994 г.)
- 14 април – Парашкев Хаджиев, български композитор († 1992 г.)
- 17 април – Гаврил, глава на МПЦ († 1996 г.)
- 26 април – Алфред ван Вогт, писател с канадски произход († 2000 г.)
- 8 май – Гертруд Фусенегер, австрийска писателка († 2009 г.)
- 17 май – Живко Сталев, български юрист († 2008 г.)
- 20 май – Михаил, глава на МПЦ († 1999 г.)
- 21 май – Димитър Домузчиев, български музикант и общественик († 1972 г.)
- 23 май
  - Яна Язова, българска писателка († 1974 г.)
  - Влади Симеонов, български диригент († 1990 г.)
- 26 май – Янош Кадар, унгарски политик († 1989 г.)
- 28 май – Патрик Уайт, австралийски писател († 1990 г.)
- 12 юни – Сидер Флорин, български преводач, теоретик на превода († 1999 г.)
- 23 юни – Алън Тюринг, британски учен († 1954 г.)
- 28 юни – Серджу Челибидаке, диригент († 1996 г.)
- 31 юли – Милтън Фридман, американски икономист, лауреат на Нобелова награда за икономика през 1976 г. († 2006 г.)
- 10 август – Жоржи Амаду, бразилски писател († 2001 г.)
- 12 август – Фероз Ганди, индийски политик и журналист († 1960 г.)
- 14 август
  - Светозар Вукманович-Темпо, югославски политик († 2000 г.)
  - Ервин Щритматер, немски писател († 1994 г.)
- 10 септември – Херлуф Бидструп, датски карикатурист († 1988 г.)
- 21 септември – Чък Джоунс, американски аниматор, сценарист и режисьор († 2002 г.)
- 29 септември – Микеланджело Антониони, италиански режисьор († 2007 г.)
- 1 октомври – Лев Гумильов, руски географ, историк и философ († 1992 г.)
- 4 октомври – Любомир Ангелов, български футболист († 1984 г.)
- 7 октомври – Фернандо Белаунде Тери, перуански политик († 2002 г.)
- 12 октомври – Нурие Дерменджиева, българска столетница († 2023 г.)
- 17 октомври – Йоан Павел I, Глава на Римокатолическата църква † 1978 г.)
- 26 октомври – Стойко Стойков, български езиковед († 1969 г.)
- 11 ноември – Ролф Бломберг, шведски изследовател († 1996 г.)
- 14 ноември – Антон Лебанов, български общественик († 2008 г.)
- 19 ноември – Джеордже Емил Паладе, румънски клетъчен биолог, Нобелов лауреат през 1974 г. († 2008 г.)
- 20 ноември – Ото фон Хабсбург, германски политик († 2011 г.)
- 7 декември – Шигеру Егами, японски каратист († 1981 г.)
- 16 декември – Коле Неделковски, македонски поет († 1941 г.)
- 22 декември – Лейди Бърд Джонсън, първа дама на САЩ (1963 – 1969) († 2007 г.)
- 25 декември – Стефан Сърчаджиев, български режисьор († 1965 г.)
- 31 декември – Джон Фрост, британски офицер († 1993 г.)

## Починали
- Адам Мандрович, хърватски актьор и режисьор
- Йоаким III, константинополски патриарх
- Костадин Алакушев, български революционер
- Манасий Лучански, български учител и революционер
- 16 януари – Георг Хайм, немски поет
- 30 март – Карл Май, немски писател
- 12 април – Пере Тошев, български революционер (р. 1865 г.)
- 15 април – Едуард Джон Смит, английски капитан (р. 1850 г.)
- 20 април – Брам Стокър, ирландски писател (р. 1847 г.)
- 29 март – Робърт Скот, английски изследовател (р. 1868 г.)
- 1 май – Васил Диамандиев, български общественик и революционер
- 14 май – Аугуст Стриндберг, шведски драматург
- 16 май – Хараламби Натов, български свещеник и просветител
- 19 май – Болеслав Прус, Полски писател
- 28 май – Пенчо Славейков, български поет (р. 1866 г.)
- 12 юни – Фредерик Паси, френски икономист и политик
- 20 юни – Добри Даскалов, български революционер
- 25 юни – Лорънс Алма-Тадема, британски художник (р. 1836 г.)
- 6 юли – Стефан Тинтеров, български поет
- 10 юли – Николай Столетов, руски офицер (р. 1834 г.)
- 13 юли – Марк-Емил Руше, швейцарски политик (р. 1853 г.)
- 17 юли – Анри Поанкаре, френски математик (р. 1854 г.)
- 1 август – Йоаким Груев, български просветител и учител (р. 1828 г.)
- 4 септември – Уилям Джон Макгий, американски геолог
- 19 септември – Георги Лютаков, български революционер
- 29 септември – Тодор Лазаров, български революционер
- 6 октомври
  - Огюст Бейрнарт, белгийски политик, лауреат на Нобелова награда за мир за 1909 г. (р. 1829 г.)
  - Огюст Бернарт, белгийски политик
- 8 октомври – Йован Гъркович, деец на Сръбската пропаганда в Македония
- 19 октомври
  - Христо Топракчиев, български авиатор (р. 1887 г.)
  - Юлиус Маги, швейцарски предприемач и индустриалец
- 22 октомври – Август Розентал, български художник
- 8 ноември – Христо Апостолов, български революционер
- 28 ноември – Лорентзос Мавилис, гръцки поет (р. 1860 г.)
- ? – Карл Хрон, австрийски журналист (р. 1852 г.)
- Мейджи, японски император (р. 1852 г.)

## Нобелови награди
- Физика – Нилс Густаф Дален
- Химия – Виктор Гриняр, Пол Сабатие
- Физиология или медицина – Алексис Карел
- Литература – Герхарт Хауптман
- Мир – Елиу Руут

Вижте също:
- календара за тази година